# 超十代
『超十代 -ULTRA TEENS FES-』（ちょうじゅうだい ‐ウルトラティーンズフェス‐）は、10代の若者をメインターゲットとした日本のフェス。「これからの日本は十代が作る」、「超十代で今よりもっと輝く自分へ！」をキーワードに10代のやってみたい・見てみたい・触れてみたいを実現させる体験型フェスである。創業者・統括プロデューサーは平藤真治。
2016年の初公演では幕張メッセで開催し、約10,000人以上を動員。2017年の公演では、2015年夏に結成され2016年最も話題となったバンド、DNCEがメインステージに特別ゲストとして登場した。その他にも『超十代オーディション2017』を開催した。3月28日イベント当日はTwitterの瞬間トレンドランキングで「#超十代」が1位をとる。
2018年、2019年の公演では、人気YouTuberのアバンティーズがLIVEアーティストとして参加し会場を盛り上げた。2019年に公式YouTubeチャンネル『超十代チャンネル[ULTRA TEENS Channel]』を開設。登録者数20万人を超え若者に支持されている。
英語タイトルではTEENS（13～19歳）としているが、厳密なティーンエイジャーという意味ではない。

## 概要
日本の未来を創っていく10代に対して「本物を体験する感動」、「将来への気づき」、「主体となって日本を創るという意識付け」を提供する事を目的としたイベントである。従来のファッションイベントとは異なり、実際に体験ができるコンテンツが多く存在する全く新しい形のフェスイベントであることが最大の特徴となっている。
出演者には10代に影響力のある有名人をキャスティングしており、出演者自らが演出などにも携わる。
「超十代」とは、デジタルネイティブとして育った10代の中でも、デジタルコミュニケーションを巧みに操り、正しい価値観で新しい世界を創りたいと考える、高い意識をもつグルーピングを指した言葉であり、プロデューサーである平藤真治が命名した。

## 沿革
2016年
- 日程：2016年3月29日（火）
- 会場：幕張メッセ  国際展示場5・6ホール
- 時間：13:00一般開場 / 13:50開演 - 20:30終了
- チケット料金：一般3500円 / 当日4500円

2017年
- 日程：2017年3月28日（火）
- 会場：幕張メッセ  国際展示場6・7ホール
- 時間：12:00一般開場 / 13:30開演 - 21:00終了
- チケット料金：一般2800円 / 当日3500円

2018年
- 日程：2018年3月27日（火）
- 会場：幕張メッセ  国際展示場6・7ホール
- 時間：12:00先行開場 / 13:00一般開場 - 20:00終了
- チケット料金：先行3200円 / 一般3500円 / 当日3800円

2019年
- 日程：2019年3月26日（火）
- 会場：幕張メッセ  国際展示場6・7ホール
- 時間：11:45優先入場 / 12:15一般開場 / 13:00開演
- チケット料金：3800円（※先行チケットA・B） / ペアチケット7000円（2枚分） / プレミアムシート7000円（1枚分） / 4300円（当日）

2020年
新型コロナウイルス感染拡大リスク排除のため開催中止
- 日程：2020年3月24日（火）
- 会場：幕張メッセ  国際展示場6・7ホール
- 時間：11:45優先入場 / 12:15一般開場 / 13:00開演
- チケット料金：3800円（※先行チケットA・B） / ペアチケット7000円（2枚分） / プレミアムシート7000円（1枚分） / 4300円（当日）

 ※先行チケットA：出演者に会えるミーグリが特典／先行チケットB：一般入場開始時間より30分前から入場開始
2021年
- 日程：2021年3月30日（火）[4]
- 会場：豊洲PIT
- 時間：11:30一般開場 / 13:00開演
- チケット料金：一般4000円

※ 新型コロナウイルス感染症対策としてソーシャルディスタンス確保のため収容人数を制限し、完全指定席で販売
2022年
- 日程：2022年3月31日（木）
- 会場：渋谷ヒカリエホール
- 時間：11:30一般開場 / 13:00開演 - 21:00終了
- チケット料金：一般4500円

※ 新型コロナウイルス感染症対策としてソーシャルディスタンス確保のため収容人数を制限し、完全指定席で販売
2023年
- 日程：2023年3月30日（木）
- 会場：渋谷ヒカリエホール
- 時間：11:00一般開場 / 12:40開演 - 20:00終了
- チケット料金：先行4800円 / 一般5000円

2024年
- 日程：2024年3月28日（木）
- 会場：渋谷ヒカリエホール
- 時間：11:00一般開場 / 12:20開演 - 20:00終了
- チケット料金：先行5300円 / 一般5800円

2025年
- 日程：2025年3月26日（水）
- 会場：国立代々木競技場 第一体育館
- 時間：11:00一般開場 / 12:30開演 - 20:30終了
- チケット料金：（先行発売）プレミアアリーナ11000円 / アリーナ7000円 / スタンド4000円　※当日はプラス1000円

※ 名古屋開催『超十代 -ULTRA TEENS FES- 2024@NAGOYA』
- 日程：2024年12月26日（木）
- 会場：ポートメッセなごや
- 時間：12:00一般開場 / 13:00開演
- チケット料金：先行4500円 / 一般5000円

2026年
- 日程：2026年3月31日（火）
- 会場：国立代々木競技場 第一体育館

## 内容
3つのステージとあつし塾、メイクやネイルの体験ブースで構成されている。
従来の大型ファッションイベントとは異なり、1日限定開校の特別学校をイメージした体験型となっている。
教室ステージとあつし塾の授業の様子はAmebaFRESH!でも放送されている。
また、メインステージはLINE LIVEで中継を行った。

### メインステージ
2016年
- ファッションショー
- ライブステージ
- スペシャルヘアショー
- サロンドシンデレラ
- スペシャルステージ
- グランドフィナーレ

2017年
- ブランドステージ
- ライブステージ
- スペシャルステージ
- イケメンステージ
- 超十代オーデイション2017
- グランドフィナーレ

2018年
- ブランドステージ
- ライブステージ
- スペシャルステージ
- イケメンステージ
- 超デジタルクリエーターズステージ
- 超十代アワード
- グランドフィナーレ

2019年
- ブランドステージ
- ライブステージ
- スペシャルステージ
- イケメンステージ
- 超十代アワード
- グランドフィナーレ

2021年
- ブランドステージ
- ライブステージ
- スペシャルステージ
- イケメンステージ
- 超十代チャンネル
- グランドフィナーレ

2022年
- ブランドステージ
- ライブステージ
- スペシャルステージ
- イケメンステージ
- 超十代オーディション
- グランドフィナーレ

2023年
- ブランドステージ
- ライブステージ
- スペシャルステージ
- イケメンステージ
- 超インフルエンサーステージ
- 超ゲーム部ステージ
- 超IDOLオーディション
- 超十代チャンネル
- グランドフィナーレ

2025年
- オープニングアクト
- ファッションステージ
- ライブステージ
- スペシャルステージ
- トークステージ
- 超十代アワード
- グランドフィナーレ

### PLAYステージ
世界で活躍するティーンのダンサー・スケーターらのパフォーマンスを間近で見ることが出来るステージ。
会場内には巨大スケボーランプが設置されておりプロの迫力を体感できる。
2016年
- スケボー
- インラインスケート
- BMX
- ダンス
- DJ
- 高校生ラップ選手権
- パルクール

2017年
- スケボー
- インラインスケート
- BMX
- ダンス
- LIVE
- バスケットトーナメント

2018年
- スケボー
- インラインスケート
- BMX
- ダンス
- DJ
- LIVE
- バスケットトーナメント

### 教室ステージ
学校の教室に見立てた内装の部屋で、話題の人物を先生や特別生徒として授業を行う。
来場者観覧及びLINE LIVEでの動画配信が行われた。
2016年
- 【1時間目】IVAN先生「私は男でも女でもない！私は"ワタシ"」（2016年3月公演）
- 【2時間目】植野有砂先生「いつか自伝にできる毎日を送りたい！」（2016年3月公演）
- 【3時間目】ゲッターズ飯田先生「5万人の運命学」（2016年3月公演）
- 【4時間目】ラブリ先生「いつも最後は、自分を信じていた」（2016年3月公演）
- 【5時間目】現在大活躍中の美容師6人「私たちが美容師になったホントの理由」（2016年3月公演）

2017年
- 【1時間目】映画「ReLIFE 」中川大志、平祐奈、高杉真宙、千葉雄大、池田エライザ、岡崎紗絵「ReLIFE SPECIAL HOMEROOM」（2017年3月公演）
- 【2時間目】ピース綾部先生「夢を追うための決断」（2017年3月公演）
- 【3時間目】ぺこ・りゅうちぇる先生「結婚について」（2017年3月公演）
- 【4時間目】モテ髪師大悟・ざわちん先生「モテるヘアメイクについて」（2017年3月公演）

2018年
- 【1時間目】Sonar Pocket ko-dai先生「恋愛教室 supported by “映画 honey”」
- 【2時間目】メイプル超合金 安藤なつ先生「嫌いな女子あるある決定版〜好感度女子になろう〜」
- 【3時間目】レイターズ先生＆アイデンティティ
- 【4時間目】クロスフィットトレーナー フィットネスモデル AYA先生「ヒールの似合う女子！シルエットのカッコいい男子を目指す！体育授業」

### あつし塾
ロンドンブーツ1号2号の田村淳による、学校では教えてもらいえない“大人になるために大切な物事”を伝える特別授業。
人生や恋愛に関する授業をタレントやモデル・一般来場者を交えながら行う。
- 【1時間目】「K+S＝HK」ってなに!?ロンブー淳が教える、恋を成就させる魔法の方程式！（2016年3月公演）
- 【2時間目】男子の「モテ」と、女子の「モテ」は違う。ロンブー淳が教える、恋愛の仕組み。（2016年3月公演）
- 【3時間目】「K+S＝Y」で夢は叶う!ロンブー淳が教える、夢を叶えるための方程式。（2016年3月公演）

## 超十代チャンネル
十代に絶大な人気を誇るキャストたちがTikTokやYouTubeで流行の企画などを挑戦していく総合エンターテインメントチャンネル。
来歴
- 2019年3月19日、開設[6]、スターティングメンバーは高橋文哉、小西詠斗、山之内すず。
- 2019年4月12日、チャンネル登録者数が10万人を突破[7][8]。
- 2019年7月9日、高橋文哉、小西詠斗が卒業[動画 1][9]。
- 2021年1月25日、山之内すずが卒業を発表[10]。
- 2021年1月28日、山之内すずが卒業[動画 2]。
- 2021年12月4日、新レギュラーとして野咲美優、Yunta、小林希大が加入[動画 3]。
- 2022年内、折田涼夏、内山優花が初登場[要出典]。
- 2022年5月27日、新メンバーとして本望あやかが加入[動画 4]。
- 2023年4月11日、撮影スケジュールの都合により2チーム制を導入することを発表[動画 5]、新メンバーとして実熊瑠琉が加入。
- 2023年5月30日、沢田京海が初登場[動画 6]。
- 2023年7月15日、古園井寧々が初登場[動画 7]。
- 2023年9月16日、野咲美優、Yunta、小林希大が卒業を発表[動画 8]。
- 2023年9月29日、野咲美優、Yunta、小林希大が卒業[動画 9]。
- 2024年5月3日、平松想乃が初登場[動画 10]。
- 2024年11月3日、新メンバーとしてMumei、松本ももな、金子みゆが加入[動画 11]。

レギュラー
- 本望あやか
- 実熊瑠琉
- 折田涼夏
- 内山優花
- 沢田京海
- 古園井寧々
- 平松想乃
- Mumei
- 松本ももな
- 金子みゆ

元レギュラー
- 高橋文哉
- 小西詠斗
- 山之内すず
- 野咲美優
- Yunta
- 小林希大

出演した有名人
- 木内舞留
- さんこいち
- EXIT
- きいた
- 宇佐卓真
- 重川茉弥
- 8467
- ねお
- ゆな
- 竹内唯人
- なえなの

ほか

## 超十代オーディション2017（2017年3月）
次世代を担う十代を応援するSoftBankとSNOWが超十代とコラボする史上最大規模のオーディション。
一次審査では、オーディション初の試みとして、SNOWアプリ内に超十代オーディション用特別コラボレーションスタンプを用意。
そのスタンプを活用したSNOWアプリでの“自撮り写真”にてオーディション参加者を募集。最終審査に進んだファイナリスト11名の中から、超十代公式アプリを使った一般参加者による投票と審査員得点により、『真のプリンセス』として3名がグランプリと各特別賞に選ばれた。

### 受賞者
- 【グランプリ】小貫 莉奈
- 【ソフトバンク特別賞】縄田 空
- 【ベストヘアメイク賞】貝賀 琴莉

## 超十代アワード2018（2018年3月）
超十代2018メインステージで、2017年に世代を超えて日本、そして世界で活躍し、今後益々飛躍が期待される10代を表彰する「超十代アワード2018 presented by ポカリスエット」の授賞式が行われた。

### 受賞者
- 【超十代特別賞】藤田ニコル
- 【スポーツ部門ベストフレンド賞】伊藤美誠、平野美宇[11]
- 【ベストデジタルクリエーター賞】レイターズ[12]
- 【アーティスト部門ベストファン投票賞】フェアリーズ

## 派生イベント

### デジタル超十代
『これまでにないリアルイベントとは違う、双⽅向のコミュニケーション』を10代（ティーン）に体験させることをテーマに、複数のデジタル配信メディアの強みを連携させたコンテンツ配信を⾏う、出演者・視聴者全員参加型のイベント『デジタル超十代（デジ超）』が派生している。
「デジタル超十代 2017」ではSHIBUYA109前特設ステージを中心に渋谷、原宿各所より5つのメディア にて開催・配信を実施。
- 『FRESH!』『LINE LIVE』『SNOW』『MixChannel』『SHOWROOM』といった10代に人気の動画アプリでライブ配信を同時多発的に行い、日本中の参加者がインタラクティブにイベントに参加する事を可能とした。 複数のデジタル動画アプリをザッピングさせる10代ならではの、新しいメディアの楽しみ方が誕生し、3,300,000名(事前/事後配信を含む)の活気溢れる10代が参加した。各配信チャンネルのアーカイブ放送では今尚、視聴者を伸ばしつつある。

## 内容
2017年

### FRESH!
メインステージとなるSHIBUYA109前特設ステージからコンテンツが途切れる事なく5時間を通した生配信を実施。ファッションショーやチアパフォーマンスなど唯一リアルに見る事のできるステージとして多数の出演者が登場した。原宿Abemaスタジオからは同じく『FRESH!』にて学びをテーマに今、10代が知りたい事を教室という形を通して配信。

### LINE LIVE
出演者自身が番組内容を企画、１日を通してハートの数で競い合うインタラクティブを絡めた配信で大いに盛り上がった。
- レイターズ presents【YouTuber企画をモデルさんに体験してもらいたい！！】
- 藤田ニコル presents 【激辛グルメ「旨辛王は誰だ!?」】
- 横田真悠 presents 【超ジェスチャーバトル!!!】
- 藤田富 presents 【超アームレスリング王決定戦】

### SNOW LIVE
総勢17組のイケメンが登場するイケメンリレーを実施。視聴者から多くのコメントが寄せられた。

### MixChannel LIVE
人気MixChannelerが総出演するオリジナルコンテンツを配信。超十代コラボ企画として「ひかはる」と「まこみな」が奇跡のコラボダンスを披露した。

### SHOWROOM
事前にデジタル超十代出演権をかけたオーディションを開催、グランプリがメインステージに登場し、大いに盛り上がった。
2018年
今回で2回目となる「デジタル超十代 2018」では「FRESH LIVE」「LINE LIVE」「MixChannel」 「CASHSHOW」といった10代に人気の動画アプリを通して、日本中の参加者（視聴者）に複数のデジタル動画アプリをザッピングさせる十代ならではの新しいイベントを放送した。
FRESH LIVEで配信された「デジタル超十代 2018」には今日から公開となる映画『青夏』の主演を務めた葵わかなや佐野勇斗ら豪華出演者が登場し、撮影で大変だったことや裏話など、ここでしか聞けないトークを展開。また、今年で2回目の開催となる「超十代アームレスリング王決定戦」にはシークレットゲストとして亀田興毅が登場。サプライズで登場し、超十代メンバーと熱いアームレスリング対決を披露していた。
この他にも各動画アプリで「デジタル超十代 2018」のオリジナルコンテンツを配信！  トータルで約138万人が視聴する盛況ぶりを見せた。

## 超十代実行委員会
モデル・タレント・アーティスト・企業家・スポーツ選手など様々な世界で活躍している10代による「超十代実行委員会」が存在し、ステージやブースのプロデュースを行っている。

## 超十代ブカツ
学校や地域を越え、WEBやSNSで繋がる10代の新しいコミュニケーションの形として新たに発足した。
- 超GAL部
- 超スニーカー部
- 超古着部
- 超チア部
- 超ミライ部
- 超BEAUTY部

## 超十代メディア
2018年2月15日リリースされた、10代特化型キュレーションサイト。
イベントや出演者の最新情報、10代に向けたファッションや美容、グルメ情報などをいち早く配信している。

## 主な出演者
女子中高生を中心に支持を得ているモデルや有名人、音楽やスポーツ様々なジャンルで活躍している10代をメインとしている。
主な出演者は以下のとおりである。

### モデル
- 池田エライザ
- 池田菜々（ななちゃむ）
- 池田美優（みちょぱ）
- 石川千裕
- 泉はる
- 井上咲良
- 江野沢愛美
- 瑛茉ジャスミン
- 岡田紗佳
- 岡本夏美
- 小澤しぇいん
- 越智ゆらの（ゆらゆら）
- 筧美和子
- 樫本琳花
- 加藤ナナ
- 金子理江
- 河北麻友子
- 川津明日香
- 菅野結以
- 山之内すず
- 木内舞留
- 菊川リサ
- 北澤舞悠（まゆちる）
- 吉柳咲良
- 日下部美愛
- 久間田琳加
- 古関れん
- 小谷皐月
- 紗蘭
- 柴田ひかり
- 下村実生
- 東海林クレア
- 鈴木優華
- 涼海花音
- 武田玲奈
- 田中芽衣
- 田辺桃子
- 土屋怜菜（れいぽよ）
- 鶴嶋乃愛
- 徳本夏恵
- としお理歩
- 中川可菜
- 中野恵那
- 中村里砂
- 西山乃利子
- 濱崎ナディア
- 平松可奈子
- 藤田エミリ
- 藤田ニコル
- 古川優香
- 古畑星夏
- 丸山蘭奈
- mimmam
- モーガン茉愛羅
- 大和屋穂香
- 山﨑紗彩
- 山崎あみ
- 山田夏生
- 横田真悠
- 吉木千沙都（ちぃぽぽ）
- 大原優乃（Dream5）
- 弓ライカ
- 岡崎百々子（さくら学院）
- 恩田乃愛
- 木村葉月（少女隊）
- 黒川心
- 小山リーナ（マジカル・パンチライン）
- 齋藤茉日
- 佐藤麗奈（マジカル・パンチライン）
- 菅沼もにか
- 杉本愛莉鈴
- 関りおん
- 田口乙葉
- 中山莉子(私立恵比寿中学)
- 古川優奈
- 三田美吹（CROWN POP）
- 吉田凜音
- 三品瑠香
- 吉村花音
- 矢吹奈子（HKT48 チームH／AKB48 チームB兼任
- わたげ（chuLa）
- 本望あやか
- 沢田京海
- 内山優花

### アーティスト
- 新しい学校のリーダーズ
- 井上苑子
- HY
- TANAKA ALICE
- BURNOUT SYNDROMES
- Miracle Vell Magic
- Carat
- flumpool
- Sonar Pocket
- TRCNG
- 足立佳奈
- アバンティーズ
- ちゃんみな
- フェアリーズ
- 優里
- 超ときめき♡宣伝部
- IS：SUE
- コレサワ
- CUTIE STREET
- Girls²
- 高嶺のなでしこ

### ゲスト
- ぺこちゃん
- りゅうちぇる
- IVAN
- 植野有砂
- 大倉士門
- 鬼塚雅（プロスノーボーダー）
- ゲッターズ飯田
- 小南光司
- こんどうようぢ
- 鈴木勤
- 時人
- 中島健
- 藤田富
- ラブリ
- 永野
- 8.6秒バズーカー
- コロコロチキチキペッパーズ
- 田村淳
- SHOGEN
- まこみな
- 初音ミク
- 綾部祐二（ピース）
- けーしゃん
- 野村周平
- ゆうたろう
- 平野美宇（卓球選手、みうみま）
- 伊藤美誠（卓球選手、みうみま）
- テリー伊藤
- 若槇太志郎
- 平本蓮
- 神尾楓珠

### パフォーマー
- ARDOR【DANCE】
- KAZANE
- Kanamyw【DANCE】
- KikiRara【DANCE】
- KOTONE
- Twiggz Fam feat. KOB【DANCE】
- 2GOO
- Døpë$tëęłö【DANCE】
- Bad Queen【DANCE】
- HATA BOY【DANCE】
- BEAT SOLDIER【DANCE】
- HERO
- FORCE ELEMENTS【DANCE】
- まーくん
- YASUSHI
- ARDOR-CORDOR【DANCE】
- Air Colors Crew【DANCE】
- TUDIO Vivid 【DANCE】
- 島崎いず美【SKATEBOARD】
- 中村貴咲【SKATEBOARD】
- 東千尋【INLINE SKATE】
- 藤田眞実【INLINE SKATE】
- 大池水杜【BMX】
- ZEN

### MC
- ジャングルポケット
- JOY
- 鈴木奈々
- 流れ星
- 大倉士門
- 池田美優
- 山之内すず

## 参加ブランド
- Avan Lily
- axes femme
- AZUL by moussy
- CLEOPATRA fig
- DHOLIC
- EGOIST
- FIG＆VIPER
- Heather
- Honey Cinnamon
- JILL by JILLSTUART
- LIZ LISA
- LODISPOTTO
- Lovetoxic
- LOWRYS FARM
- Me％
- Miauler Mew
- Moussy
- one spo
- PINK-latte
- RASVOA
- repipi armarioÃ
- RODEO CROWNS WIDE BOWL
- SLY
- spinns.bis
- Swankiss
- titty＆Co.
- WEGO

## プロモーション番組
事前プロモーションとしてAmebaFRESH!とLINELIVEで番組を生放送している。
当日の中継と合わせて合計視聴者数は約200万人を記録した。
AmebaFRESH!の番組内のコーナー「超十代総研」のアンケート調査は超十代出演者でもある椎木里佳が社長を務めるAMFが行っている。

### AmebaFRESH!
放送期間2016年2月3日～3月23日
| #  | サブタイトル                                         | 出演者                                                                       |
| -- | ---------------------------------------------------- | ---------------------------------------------------------------------------- |
| 01 | 恵方巻き作りやってみた!                              | 井上苑子、まこみな、涼海花音                                                 |
| 02 | バレンタインチョコ作りやってみた!                    | ぺこ、りゅうちぇる、柴田ひかり、ゴー☆ジャス、加藤ナナ                        |
| 03 | 似顔絵へたうま選手権に挑戦!                          | 小南光司、藤田富、mim mam、モーガン茉愛羅、Hi-Hi                             |
| 04 | Snapchatやってみた!                                  | 井上苑子、ゴー☆ジャス、小澤しぇいん、こんどうようぢ、鈴木勤、土屋怜菜        |
| 05 | ひな祭り直前! ひな人形つくってみた!                  | 大倉士門、古関れん、藤田ニコル、井上マー                                     |
| 06 | 今春流行?! ヘアアレンジやってみた! Supported by MERY | 江野沢愛美、椎木里佳、田中芽衣(めいめろ)、永野、モーガン茉愛羅、うしろシティ |
| 07 | 占いやってみた1 byゲッターズ飯田                     | IVAN、瑛茉ジャスミン、越智ゆらの、菊川リサ、うしろシティ、ゲッターズ飯田     |
| 08 | けん玉やってみた!                                    | 池田菜々、井上苑子、ミラクルベルマジック、横田真悠、北澤舞悠、ゴー☆ジャス    |

### LINE LIVE
放送期間2016年2月3日～3月23日
| #  | 出演者                                 |
| -- | -------------------------------------- |
| 01 | 涼海花音、まこみな                     |
| 02 | 加藤ナナ、柴田ひかり                   |
| 03 | 土屋怜菜、こんどうようぢ、小澤しぇいん |
| 04 | 古関れん、鈴木勤                       |
| 05 | 池田美優、椎木里佳                     |
| 06 | 菊川リサ、越智ゆらの                   |
| 07 | 池田菜々、北澤舞悠、田中芽衣           |

## 主なスポンサー
- ルミネエスト
- ミルボン
- マイナビバイト
- ベスト進学ネット
- PicsArt
- napla
- SHIBUYA109
- sizebook
- KIREIMO
- ガシャポン
- AQUAPARKsihnagawa

## メディア協力
- Ameba
- ネットムーバ―
- マイナビティーンズ
- MERY
- LINE
- Lemino
- TikTok